# 名片

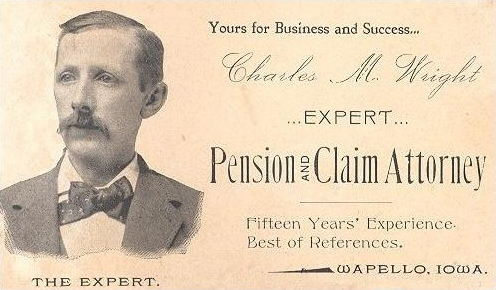
一名律師的名片

名片（粵語：咭片），是一種載有關於公司或個人的聯繫信息的卡片，常用於商務往來場合之中，作為一種便利和記憶輔助工具的共享。名片通常包括：姓名、單位或商業機構名稱（通常帶有商標）、以及聯繫信息（如：街道地址、電話號碼、傳真號碼、電子郵件地址及網站）。

## 歷史

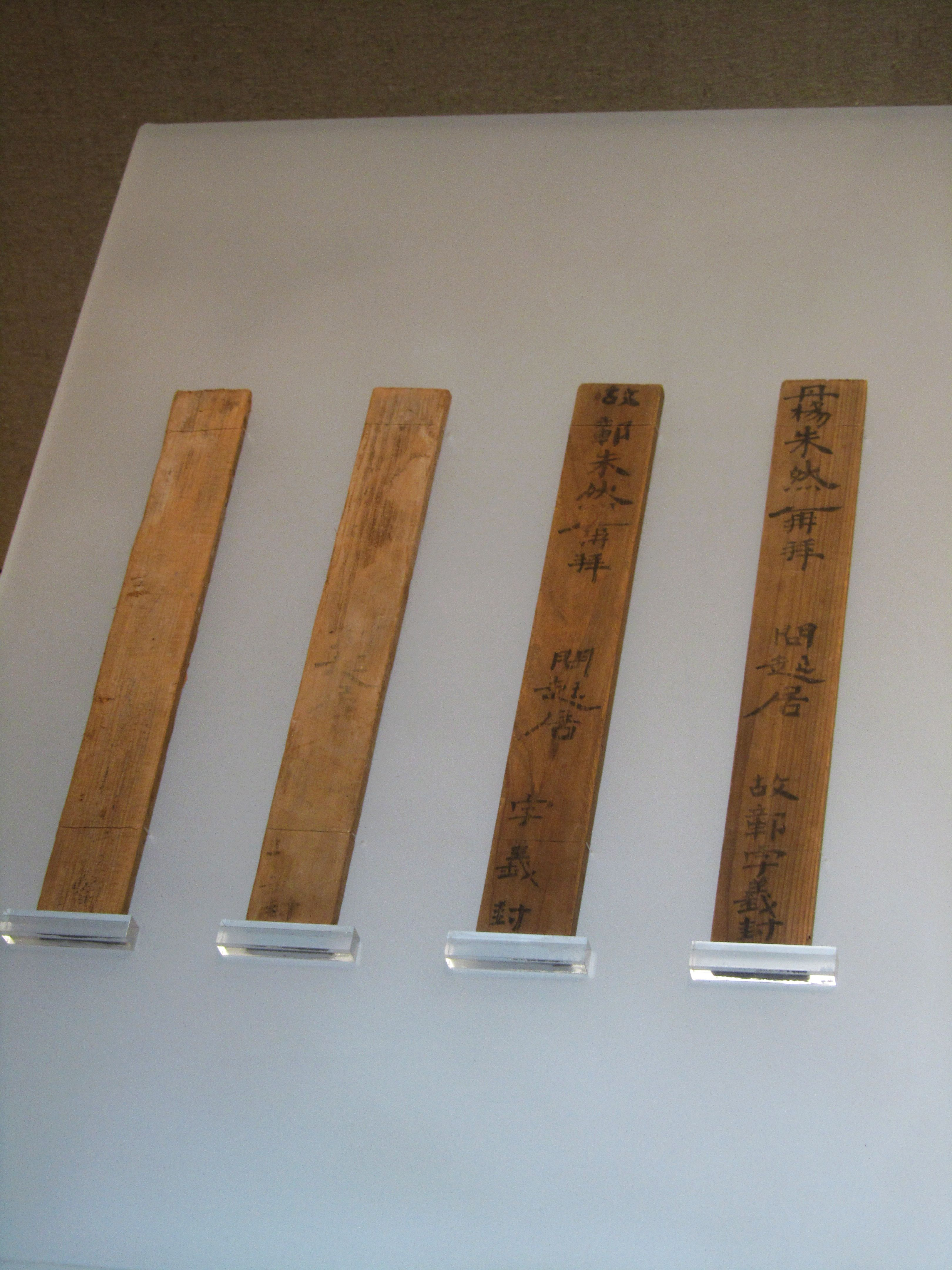
朱然墓出土的名刺

東亞使用名片的歷史可追溯源於中國戰國時代官場拜會，先送上“謁”、“名刺”等，當時的名刺是用竹片或木片製成。
在1984年的考古發掘中，發現在東漢末年東吳武將朱然墓中發現其副葬品有「名刺」，這是現今發現的最古老的名刺。
周輝在《清波雜誌》中說：“宋元佑年間，新年賀節，往往使用傭僕持名刺代往”。西方的名片則源於法國17世紀路易十四時期的參訪卡。
名片在古代和現代也有實際需要。在古代東亞，名刺上除了有姓名、職稱外，還有表字、號、籍貫等資料，表示家世、出身等。
在以前，名片是用名片机印刷，而现在已廣用印刷机拼版印刷，即所谓的彩色名片。印刷机可以印刷出色彩丰富，尺寸不限制各種的名片。而一般人亦可使用電腦自己設計名片，並使用名片用的紙張自行以印表機印出名片。
隨著電腦技術的迅速發展，電子化的名片也漸趨廣泛。利用手機名片識別軟體，可快速識別名片並轉化成電子檔案。

## 尺寸
長寬比的範圍從1.42到1.8 都有
| 國家/地區 | 尺寸 (mm)     | 尺寸 (in)     | 長寬比 |
| --- | ------------- | ------------- | ------ |
| ISO 216, A8 的大小 | 74 × 52       | 2.913 × 2.047 | 1.423  |
| 愛爾蘭、意大利、英國、法國、德國、奧地利、荷蘭、西班牙、瑞士、比利時 | 85 × 55       | 3.346 × 2.165 | 1.545  |
| ISO 7810 ID-1，信用卡大小 | 85.60 × 53.98 | 3.370 × 2.125 | 1.586  |
| 澳大利亞、丹麥、紐西蘭、挪威、瑞典、越南 | 90 × 55       | 3.54 × 2.165  | 1.636  |
| 日本 | 91 × 55       | 3.582 × 2.165 | 1.655  |
| 香港、中國大陆、新加坡、台灣 | 90 × 54       | 3.543 × 2.125 | 1.667  |
| 加拿大、美國 | 88.9 × 50.8   | 3.5 × 2       | 1.75   |
| 伊朗 | 85 × 48       | 3.346 × 1.889 | 1.771  |
| 阿根廷、巴西、捷克共和國、芬蘭、匈牙利、以色列、哈薩克斯坦、波蘭、羅馬尼亞、俄羅斯、塞爾維亞、黑山、斯洛伐克、斯洛文尼亞、烏克蘭、烏茲別克斯坦、保加利亞、拉脫維亞、墨西哥、南非 | 90 × 50       | 3.543 × 1.968 | 1.8    |

## 其他格式

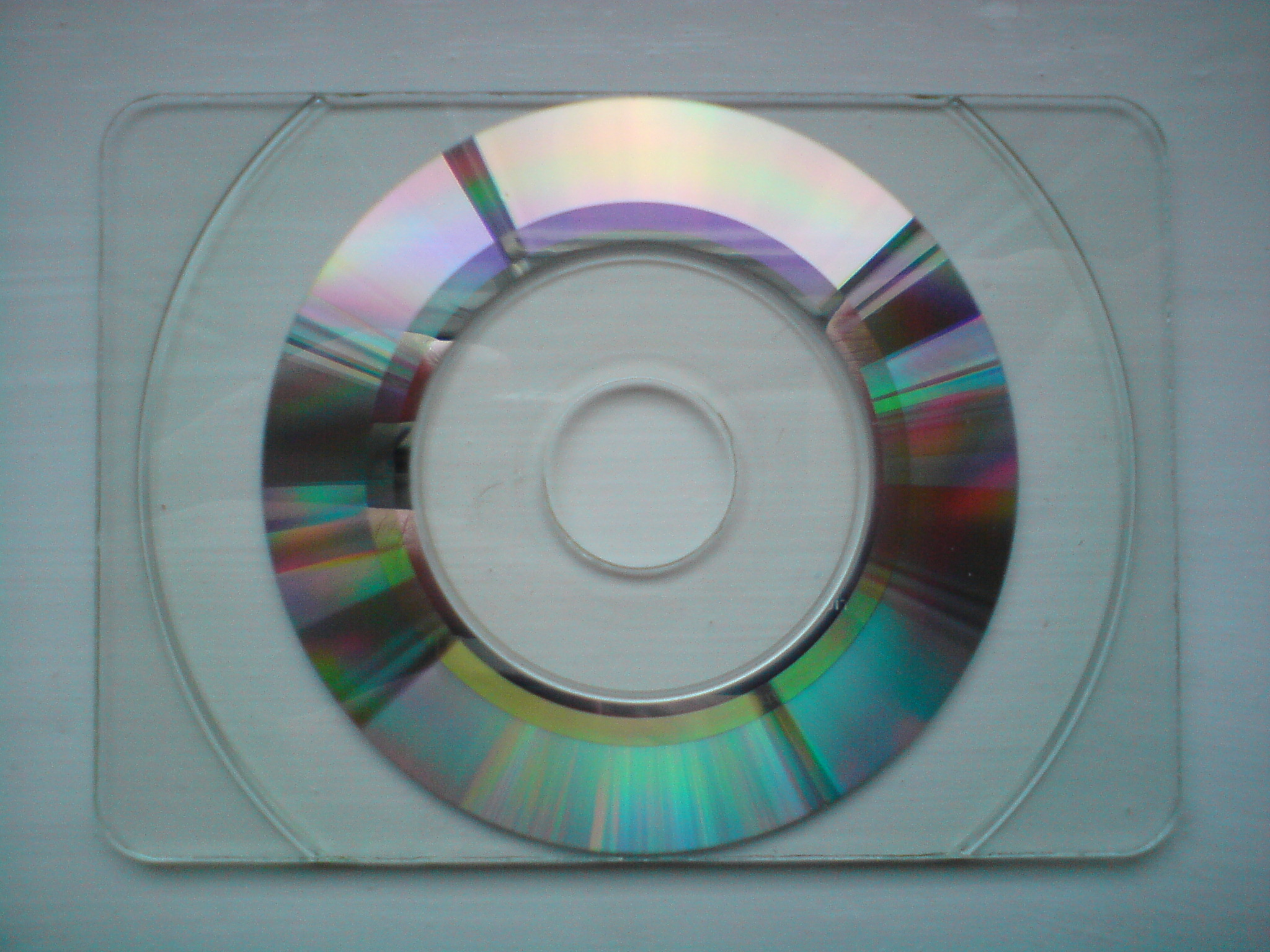
CD

光碟機普及的1990年代之後，光碟可作為名片，可容納約 35 至 100 MB的數據。這些名片光碟可能是方形、圓形或橢圓形，但大約是作為一個傳統的名片大小相同。

## 特殊材料

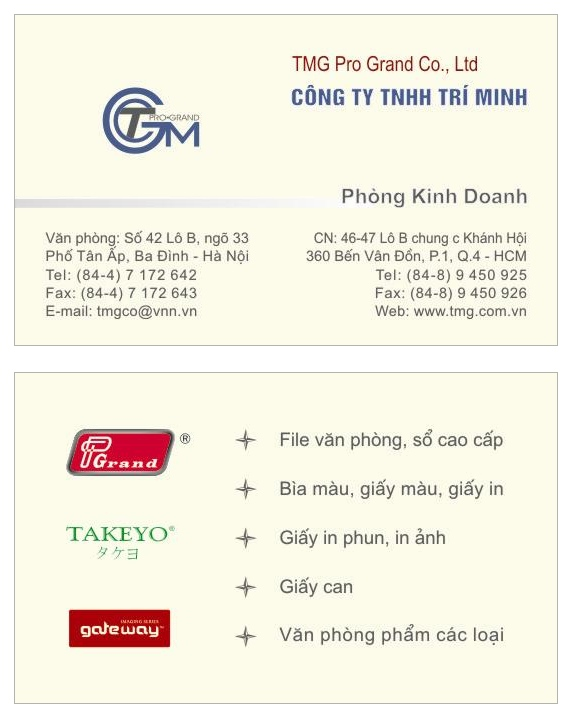
一张名片的正面(上)和反面 2008年

除了從普通紙也有塑料，尤其是磨砂半透明塑料、水晶般透明的塑料、白色或金屬塑料。其他特殊材料如，金屬、橡膠、磁鐵、撲克籌碼、實木。 在大多數情況下這些特殊材料名片的標準格式，有時帶有圓角。

## 後加工
名片的後加工方式有相當多，一般常見的有軋型、局部上光和燙色到最近的雷雕、貼合、側邊塗色…等，都是很熱門選項。

## 法律責任
名片上的資料通常比口頭陳述可信任，因為讀者可以按其內容多方查證。在某地方，盜用他人卡片，冒充卡片上的人物，是屬於詐騙行為，或稱行使假文件，為刑事罪行。

## 另見
- vCard
- 通訊錄